# Rosas (Gerona)
Rosas (en catalán y oficialmente, Roses) es un municipio español de la comarca del Alto Ampurdán en la provincia de Gerona, Cataluña.
Desde la década de 1960 ha experimentado un rápido crecimiento poblacional debido al turismo, pasando de 3287 habitantes (1960) a contar con una población de 20 362 habitantes (INE 2024).
Está situada en la costa norte del golfo de Rosas, al sur del cabo de Creus. Es un gran centro turístico, con urbanizaciones, hoteles y playas y dos puertos (pesquero y deportivo), y un lugar atractivo y de gran relieve dentro del sector septentrional de la Costa Brava. La costa del municipio de Rosas incluye una larga playa de arena y más hacia el este un gran número de calas, entre las cuales destacan Canyelles Petites, L'Almadrava, Cabo Norfeu, Punta Falconera y Montjoi.
Aunque la fuente principal de la economía es el turismo, también tiene presencia el sector primario, con la agricultura (cultivo de olivo y viña), y también, aunque más reducida, la pesca, ya que Rosas tiene el puerto pesquero más destacado de la costa del norte de Cataluña.

## Historia
Los primeros rastros de asentamientos humanos en el término municipal de Rosas se encuentran en las montañas que rodean el actual núcleo urbano. En el llamado Cau de las Guilles se han encontrado restos arqueológicos del paleolítico superior o Magdaleniense, que son los hallazgos más antiguos encontrados en el término municipal.
En el paraje conocido como "casa quemada" se encuentran tres dólmenes, los denominados Cruz de Cobertella, Cama de la General y Cabeza del Hombre, que datan de unos 3000 años antes de nuestra era del periodo neolítico. Juntos a ellos hay varios menhires y cistas, todos ellos monumentos funerarios que dan fe de la existencia de un asentamiento humano en el lugar.

### Época griega
En el año 333 a. C. se asientan en San Pedro de Roda una serie de familias procedentes de la polis (ciudad griega) de Masalia (Marsella). Posteriormente el asentamiento se mueve a la parte llana del territorio y recibe el nombre de Rosas, cuyos restos se encuentran en el patio de armas de la actual ciudadela. La colonia llegó a tener una gran importancia mercantil. Prueba de ello es la acuñación de monedas que aquí se llevaba a cabo. Estas monedas llevaban por una cara una rosa, y por la inversa la cabeza de la ninfa Aretusa con la leyenda "rodeton".

### Época romana
En el año 216 a. C. llega una expedición militar romana al mando de Cneo Cornelio Escipión Calvo. La expedición estaba compuesta por setenta barcos con 1800 caballos y 36.000 infantes y estableció un campamento en la zona, cerca del asentamiento heleno.
En 195 a. C. desembarcaron en el Ampurdán veinticinco galeras al mando de Marco Porcio Catón, Catón el Viejo, la cual se enfrenta al ejército de Cartago que obtuvo el apoyo de los habitantes no romanos de lugar. El enfrentamiento se conoce como batalla de Rhode y fue ganada por los romanos quienes con un ejército de 17.500 combatientes causaron, según nos transmite la historia, unas 40.000 bajas al enemigo.[cita requerida]
El asentamiento militar romano vino a constituir una importante ciudad comercial llegando a ser una de las cinco poblaciones mayores del distrito ampurdanés.
Existía una magnífica plaza con una estatua de un caballero rosense. En esta plaza se situaba el templo de la diosa Minerva. Según un plano de Claudio Ptolomeo, en las montañas se encontraba el templo de Venus. Rosas obtuvo el título de municipium durante la segunda mitad del siglo I d. C., lo cual constituye una señal de su esplendor en aquella época.
En la zona se desarrolló la industria de la cerámica. También había villas agrícolas en el campo, que eran autosuficientes y que producían vino, aceite y cereales, y tenían vacas, cerdos y rebaños de ovejas. Además se desarrolló en la ciudad la salazón de pescado.

### Edad Media

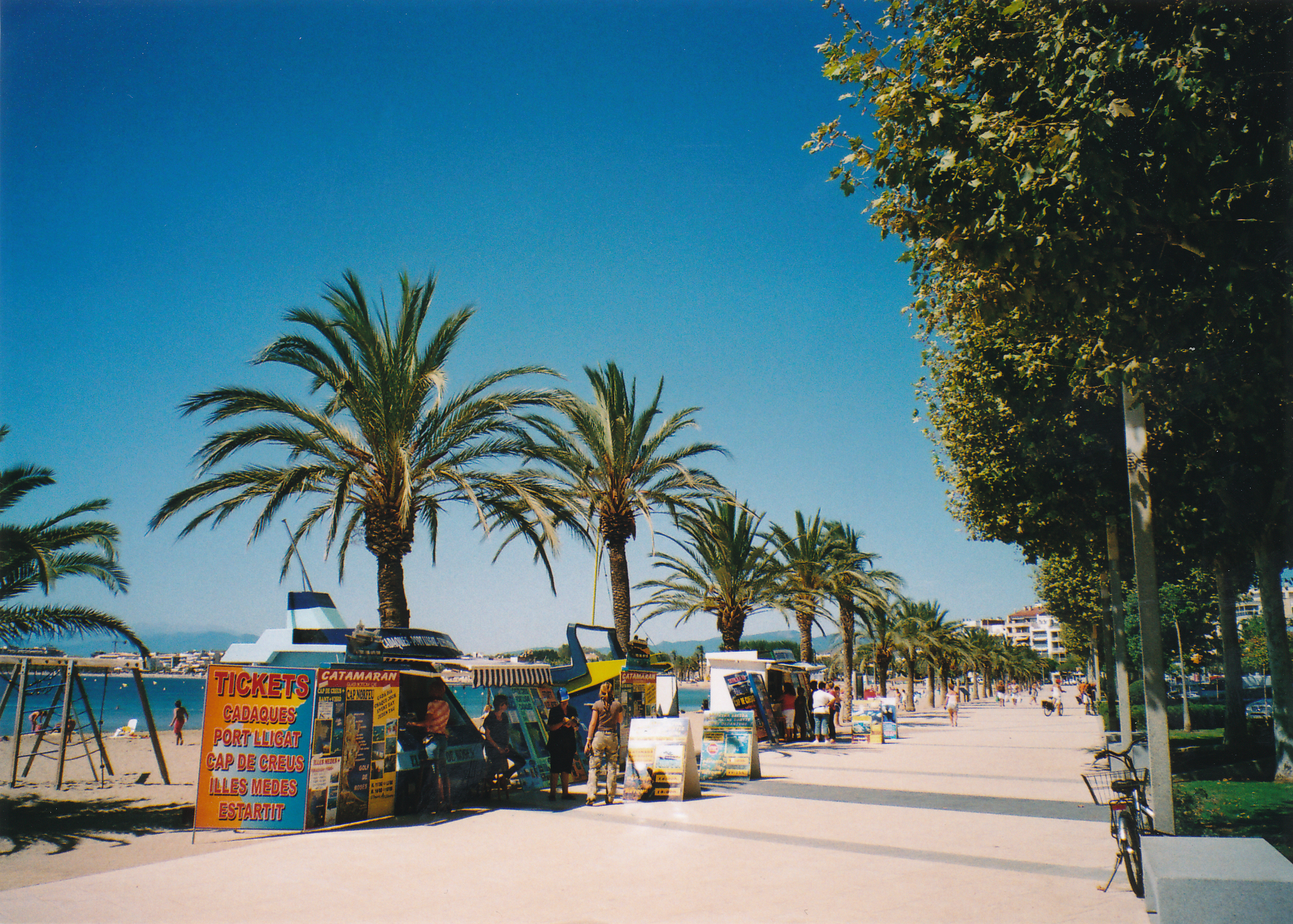
Paseo palmeral

Entre los años 650 y 700 de nuestra era, la población abandona el llano y se asienta en una elevación cercana, creando el poblado del Puig Rom, el castrum visigótico. Este asentamiento está fortificado y constituye una de las fortificaciones visigóticas más relevantes.
La planta de la trama urbana era ovalada y el poblado estaba protegido por una muralla realizada por grandes bloques de granito con una única puerta de acceso, orientada al sur con sendas torres cuadradas a los lados.
Por un corto periodo de tiempo fue ocupada por los árabes y posteriormente pasó al reino de Aragón, momento en el que se fundó el monasterio de Santa María de Rosas ya en el llano, junto al que se crea una trama urbana.
La importancia económica y estratégica que había conseguido explica que el pueblo fuera fortificado, en 1402, para protegerse de los ataques piratas por el mar y de invasiones francesas por tierra, constantes siempre en su historia. La primera de estas invasiones fue la cruzada contra la Corona de Aragón en 1285. El ejército francés ocupó la población y empezó a invadir el Ampurdán hasta llegar más tarde a Gerona. Los invasores fueron derrotados más tarde por Roger de Lauria. Este ocupó Rosas después de haber sido incendiada por los franceses.

### Edad Moderna
La villa tomó importancia como centro comercial, dadas las favorables condiciones que tiene la bahía, convirtiéndose también en un objetivo militar a defender de piratas sarracenos y franceses, lo que dio lugar a la construcción de la ciudadela de Rosas y el castillo de la Trinidad, fortificación del siglo XVI mandada realizar por el rey Carlos I, el año 1552, siendo sitiada, modificada, reformada y arreglada en sucesivas ocasiones (1645–1659, 1794–1795), hasta la invasión napoleónica (Guerra de la Independencia, 1808–1814), a cuya finalización el ejército francés dejó la ciudadela inutilizable para fines militares.

Tras la Guerra dels Segadors (1640-1659), en la que la población había quedado destruida, se reconstruye la trama urbana ya fuera de las murallas de fortificación, quedando este espacio para uso militar.

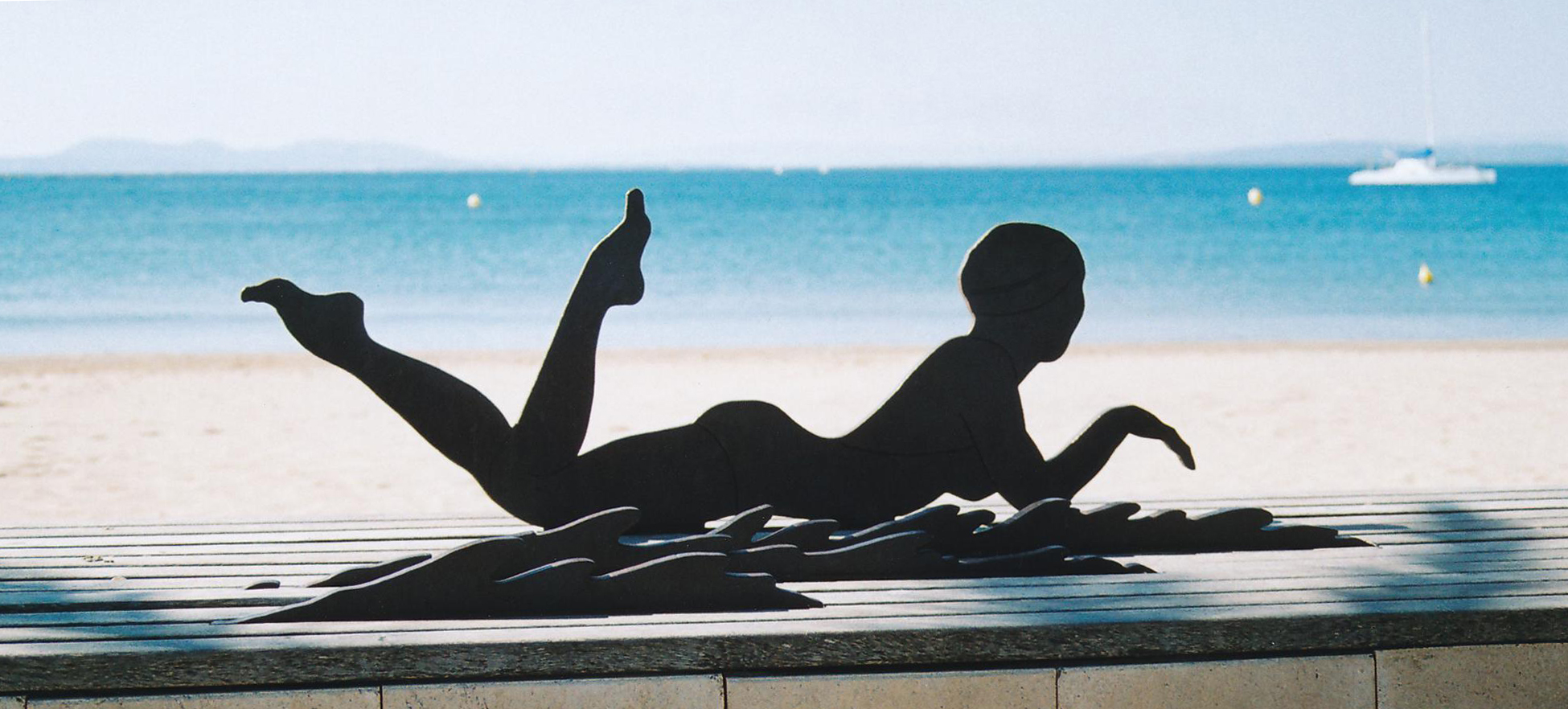
Escultura de hierro junto a la playa.

A partir del siglo XVII se va creando alrededor del recinto amurallado un arrabal que tras el asedio de 1645 y la destrucción de la villa medieval, ubicada dentro del mismo, toma relevancia y va creciendo. A finales del siglo XVIII ya existe un asentamiento importante y con identidad propia separado de la jurisdicción militar que imperaba en el espacio amurallado. El núcleo estaba formado por unas 300 viviendas, o fogueras. Los restos de la antigua villa medieval pasan a dar servicio al cercano monasterio de Santa María. En 1796, por iniciativa del rector Jaime Dilma, que había tomado posesión del cargo en 1790, se construye un nuevo templo parroquial en el núcleo urbano, que mantiene el nombre de "Santa María", y se traslada el culto al mismo.
La nueva iglesia fue el centro del posterior desarrollo urbanístico de la villa realizado con viviendas de planta y un piso que conforman la red de calles en torno al templo.

### Edad Contemporánea
En febrero de 1813, en plena guerra de la Independencia, o del Francés, el ejército napoleónico inutiliza definitivamente las defensas de Rosas volando parte de la ciudadela, el castillo de la Trinidad y la torre de Norfeu (punto de vigilancia avanzada).
En el transcurso del siglo XIX se produce la urbanización de la primera línea de mar con edificios modernistas y neoclásicos que son el testimonio de la prosperidad de Rosas durante los siglos XIX y XX.
En la Guerra Civil, Rosas sufre bombardeos y se construyen los refugios antiaéreos: el de la Paz, en la plaza general Prim (que se conserva íntegro), y el de la Ciudadela (se conservan ruinas del mismo al ser desguazado una vez pasada la guerra). Entre 1939 y 1948 se construyen, por orden de Franco, en punta Falconera una serie de búnkeres para baterías de costa para defender la bahía de una posible invasión.
En la década de 1960 se produce la irrupción turística que pasa a ser uno de los principales motores de la economía. El desarrollo turístico cambia la trama urbana y la hace crecer a todo lo largo de la costa, con modernas edificaciones destinadas a usos hosteleros. Grandes edificios de apartamentos y hoteles surgen y se crea un amplio paseo marítimo que recorre todo el litoral. También se realiza, en la parte de Santa Margarita, un desarrollo urbano basado en canales que permite a las embarcaciones de recreo acceder hasta los edificios de viviendas.
El 17 de marzo de 2001 se produce un atentado de ETA, un coche bomba frente al hotel Montecarlo, en el que muere el mozo de Escuadra Santos Santamaría.

## Monumentos y lugares de interés

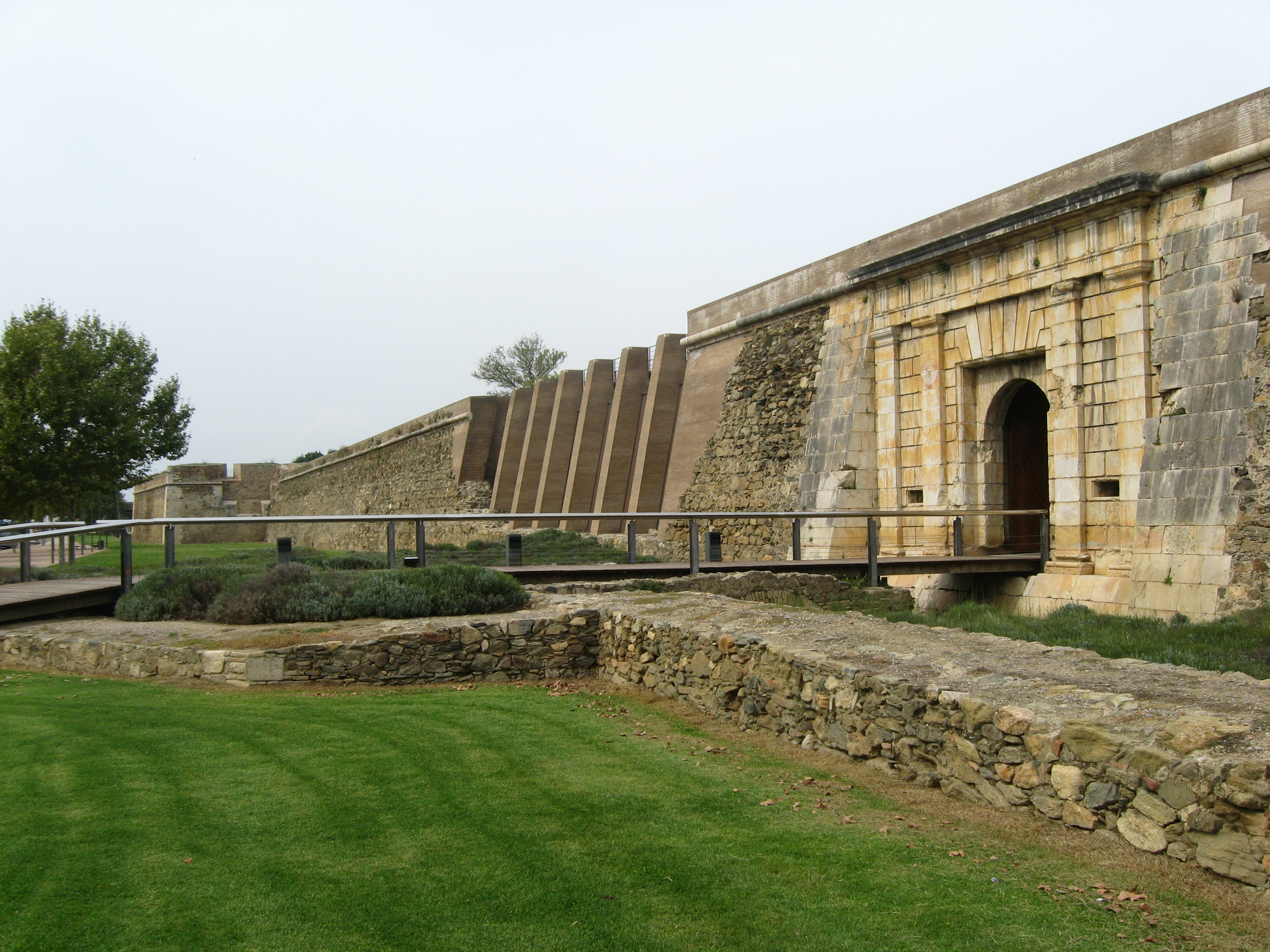
La Ciudadela de Rosas.

- Iglesia parroquial Santa María. Es un edificio de estilo neoclásico que se comenzó a construir el 29 de junio de 1792. En 1796 fue consagrada y en 1852 se dieron por terminadas las obras, aunque entre 1853 y 1864 se realizan nuevas obras en las que se construyen las naves del piso superior. El templo está formado por tres naves con crucero y una cabecera poligonal. Sustituyó a la iglesia del Monasterio de Santa María de Rosas que hasta entonces había hecho las labores de iglesia parroquial.

Durante el siglo XX se realizan reformas entre 1959 y 1963, finalizando en ese año las bóvedas de las naves. En 1996 se modifican la fachada y el suelo suprimiéndose las escaleras que había entre las naves y el ábside.
Los muebles son actuales al haberse destruido durante la Guerra Civil los originales. El altar mayor, obra de Pelai Martínez Marés, está dedicado a María Assumpta, cuya talla es obra de Josep Espelta, fue inaugurado en 1953.
- Ciudadela de Rosas, restos de la fortificación del siglo XVII que encerró la primitiva villa, junto con restos de las ciudadelas griega y romana, y vestigios medievales, acoge actualmente un interesante museo de interpretación.

Dentro del recinto se encuentran los restos de Rhode, ya nombrado por Estrabón en una de sus crónicas. También el asentamiento romano de Roda y el surgimiento de la villa medieval de Rosas junto al monasterio de Santa María.
Actualmente, el conjunto está formado por un espacio cultural con sala de exposiciones temporales, museo de historia y arqueología y un espacio escénico y se administra en coordinación con el Castillo de la Trinidad.

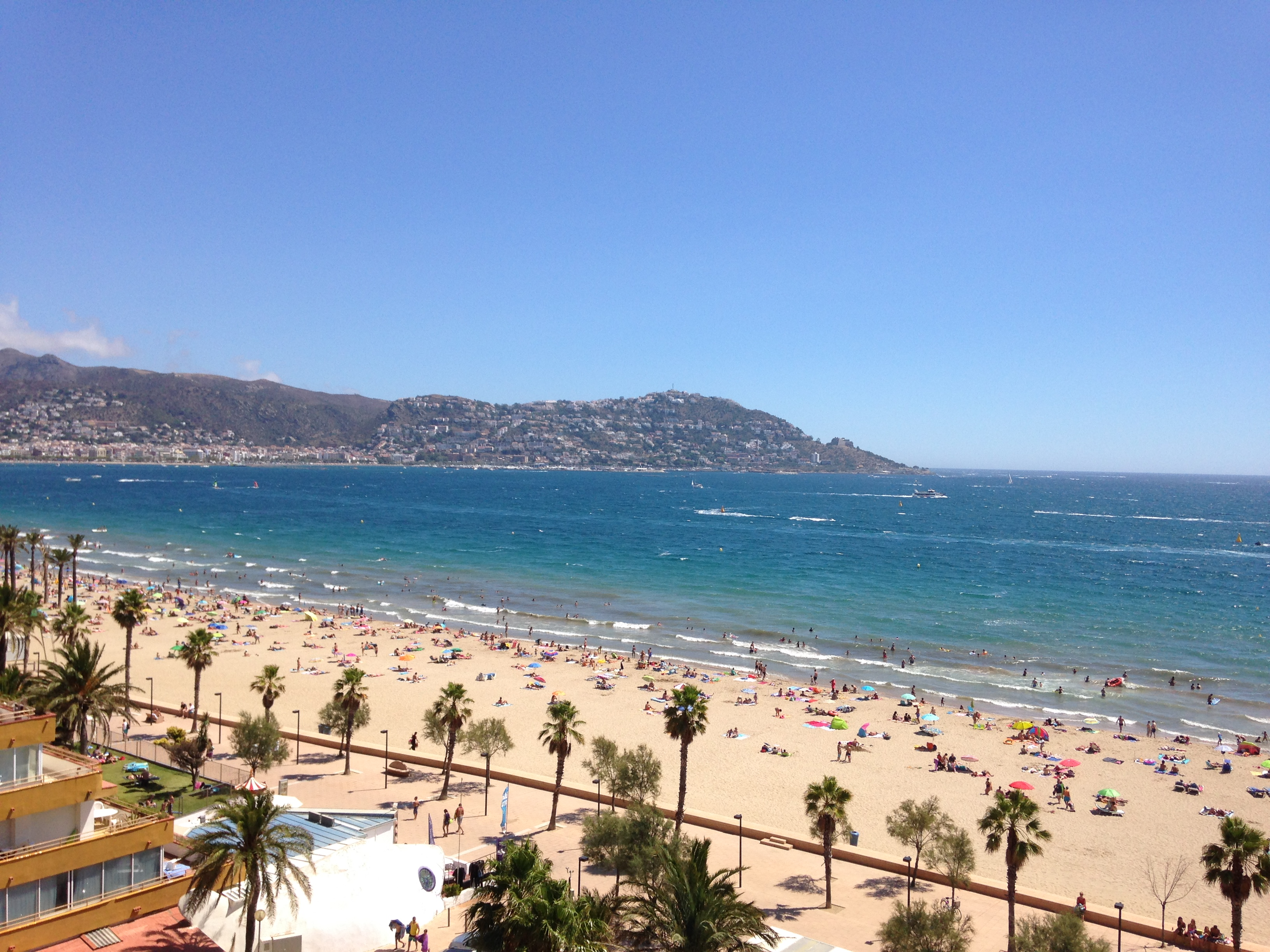
Vista parcial de Rosas.

- Castillo de la Trinidad o de la Poncella, llamado también el botó de Roses, fortificación del siglo XVI. Magnífico ejemplo de fortaleza de costa. Se construyó a mediados del siglo XVI, junto a la ciudadela, para la defensa del puerto de Rosas y su bahía, constituyendo, junto a la ciudadela, uno de los elementos defensivos y de avituallamiento importantes de la estrategia mediterránea y europea del Imperio Español en la época moderna.

Lo mandó construir Carlos V siendo Capitán General de Artillería Luis Pizaño quien se encargó de su diseño y construcción. Está realizado sobre una planta en estrena triangular con tres niveles orientados al mar en forma de anfiteatro. En febrero de 1814, durante la Guerra de la independencia fue destruido mediante voladura por el ejército francés. En el año 2002 se decide su recuperación y puesta en valor como monumento y espacio cultural, y tras ocho años de reformas se reinaugura en 2010.
- Castillo de Soplalaraña documentado desde el siglo X. Es una fortificación situada sobre un pequeño cerro cónico entre los hitos kilométricos 5 y 6 de la actual carretera de Rosas a Cadaqués, en el área conocida como Serrat de Can Berta.
- Castrum o Ciudadela visigoda del Puig Rom el castrum está situado sobre uno de los picos de la montaña de Puig Rom, que corona la ciudad de Rosas. Fue descubierto en el año 1946 por los trabajos de Lluís Pericot, Francesc Riuró, Miquel Oliva y Pere de Palol con la ayuda de la Capitanía General de Cataluña.

Se trata de una colina fortificada con dos torres cuadrangulares que se sitúan a los lados de la puerta de acceso al conjunto. La muralla está estructurada por dos muros entre los cuales se introdujo un relleno de tierra y pequeñas piedras.
Teniendo en cuenta la datación de los objetos encontrados en la excavación se considera que la vida en el castrum se prolongó desde la segunda mitad del siglo VII hasta el primer cuarto del siglo VIII.
- Mirador de Santa Rosa de Puig Rom, a 225 m de altitud, magnífica vista de la totalidad del golfo, de la llanura del Ampurdán, de las marismas del Ampurdán y de las Islas Medas al fondo.
- Conjunto megalítico de Rosas, recorrido por un amplio paraje natural que permite ver dólmenes y numerosos menhires, en la carretera de cala Montjoi.
- Punta Falconera, paraje natural con restos militares, búnqueres de defensa de costa, en la puerta del golfo de Rosas.
- El Bulli, restaurante en la cala Montjoi, tres estrellas en la Guía Michelin, dirigido por Ferran Adrià, y declarado el mejor restaurante del mundo.[cita requerida]

## Demografía
Rosas cuenta con una población de 20 362 habitantes (INE 2024).
| Gráfica de evolución demográfica de Rosas entre 1842 y 2021                                                         |
| |
| Población de derecho según los censos de población del INE Población de hecho según los censos de población del INE |

| Nacionalidad | Hombres | Mujeres | Total  | %      | Proporción |
| ------------ | ------- | ------- | ------ | ------ | ---------- |
| Española     | 6964    | 6940    | 13 904 | 69.8 % |            |
| Extranjera   | 3138    | 2865    | 6003   | 30.1 % |            |

Aunque durante el transcurso del año Rosas tiene censados casi 20 000 habitantes, la villa acoge durante el verano un número de visitantes cercano a los 120.000 turistas, que se hospedan en una extensa oferta de hoteles, cámpings y apartamentos.

## Administración y política
| Periodo   | Nombre | Partido    |
| --------- | --- | ---------- |
| 1979-1983 | Jaime Noguer Vicens                                                                                        | PSC        |
| 1983-1987 | Jaime Noguer Vicens                                                                                        | PSC        |
| 1987-1991 | Joan Bataller Danes (1987-1989) Pere Sanes Ribas (1989-1991)                                               | CiU PP     |
| 1991-1995 | Jaime Noguer Vicens (15/6/1991-27/6/1991) Pere Sanes Ribas (1991-1993) Carles Pàramo i Ponsetí (1993-1995) | PSC PP CiU |
| 1995-1999 | Carles Pàramo i Ponsetí                                                                                    | CiU        |
| 1999-2003 | Carles Pàramo i Ponsetí                                                                                    | CiU        |
| 2003-2007 | Carles Pàramo i Ponsetí                                                                                    | CiU        |
| 2007-2011 | Magda Casamitjana i Aguilà                                                                                 | PSC        |
| 2011-2015 | Carles Pàramo i Ponsetí                                                                                    | CiU        |
| 2015-2019 | Montserrat Mindan i Cortada                                                                                | CiU        |
| 2019-2023 | Montserrat Mindan i Cortada                                                                                | JxCat      |

| Partido político                       | 2019       | 2019 |
| %                                      | Concejales |      |
| -------------------------------------- | ---------- | ---- |
| Junts per Catalunya                    | 21,70      | 4    |
| Esquerra Republicana de Catalunya      | 20,38      | 4    |
| Partido de los Socialistas de Cataluña | 17,46      | 3    |
| Ciudadanos - Partido de la Ciudadanía  | 11,42      | 2    |
| Gent del Poble de Roses                | 9,71       | 2    |
| Lliures                                | 7,43       | 1    |
| Partido Popular de Cataluña            | 6,58       | 1    |

## Cultura

### Fiestas
- Fiesta mayor: es en honor a la Virgen del Carmen, el 16 de julio, y siempre están presentes la música clásica, las habaneras, las sardanas y los gigantes; hay una procesión de barcas y finalizan con fuegos artificiales que iluminan la bahía.
- Carnavales: una de las fiestas más importantes y famosas de la Costa Brava. Se alarga durante cinco días con diferentes actividades, aunque la principal son los desfiles de carrozas del viernes y domingo de Carnaval por la avenida de Rhode, en los que se exhiben los disfraces más originales preparados para la ocasión. Se celebran en una fecha variable entre febrero y marzo. En los carnavales de 2008 participaron más de 6000 personas y 70 carrozas.

### Hermanamiento
- Rodas, Grecia